# Comizi curiati
I comizi curiati (Comitia Populi Curiata) furono una assemblea romana, risalente all'epoca regia e perciò la più antica di Roma. I cittadini romani vi partecipavano suddivisi per curie, che la tradizione romana vuole fossero state create da Romolo.
Nata con funzione consultiva del rex o dei magistrati, divenne il principale organismo assembleare romano nei primi anni della Repubblica, per poi perdere rapidamente rilevanza a favore di altre forme assembleari.
Si riuniva nel Comizio, il centro politico di Roma situato nel Foro Romano.
Tutti i maschi adulti delle famiglie patrizie partecipavano alla più antica assemblea cittadina di Roma. In essi, i membri delle gentes erano suddivisi in 30 curie (gruppi di uomini), 10 per ciascuna delle 3 tribù da cui si era formato il nucleo della città di Roma: i Ramnes (Latini), i Tities (Sabini) e i Luceres (Etruschi).

## Storia

### Epoca regia
Durante il primo periodo regio, i comizi curiati rappresentarono la prima assemblea costituente dei cittadini romani, che vi partecipavano suddivisi per curie, rappresentative delle tre tribù originarie di Roma. Si discute se vi partecipassero tutti i cittadini di Roma, patrizi e plebei, o solo i patrizi, almeno all'inizio dell'era monarchica. Da un passo di Aulo Gellio, che cita un libro del giurista adrianeo Lelio Felice, si ricava forse che nei comitia curiata si votava in base alle gentes originarie.
Prima forma assembleare cittadina, veniva convocata ogni qualvolta il rex, che la presiedeva, avesse necessità di avere il consiglio dai cittadini romani. L'assemblea, che non poteva autoconvocarsi, non aveva il potere di proporre o modificare le deliberazioni proposte dal rex, potendo quindi solo accoglierle o rifiutarle.
Allo stesso modo, quando si doveva eleggere il nuovo rex, ai comitia curiata spettava il compito di accettare o meno il candidato rex, ratificato dal Senato su proposta dell'interrex, attraverso la lex curiata de imperio.
Secondo Dionigi di Alicarnasso a questi comitia erano attribuite tre funzioni principali:
- accettare o rigettare leggi;
- decidere della pace e della guerra;
- eleggere i magistrati.

Theodor Mommsen circoscrive la possibilità dei comitia curiata di decidere della guerra ai soli casi in cui era necessario rompere un trattato prima di scendere in guerra.
Secondo Pietro De Francisci, questa assemblea non deteneva di fatto poteri evidenti. Non aveva un potere elettorale, poiché il rex era designato da un pater nella qualità di interrex, oltre al fatto che il tribunus celerum, il magister populi, i duumviri perduellionis ed i quaestores parricidii erano tutti creati dal rex.
Le loro funzioni risultavano:
- di sicuro non elettorali, poiché una volta eletto il rex (e più tardi i magistrati maggiori), ne seguiva la sua acclamazione davanti al popolo riunito (attraverso la lex curiata de imperio), che si obbligava nei confronti del neoeletto all'obbedienza;[2][8]
- neppure legislative, poiché la materia era riservata al solo rex (leges regiae);[8]
- e neanche giurisdizionali, in quanto il popolo poteva solo assistere ad una grave condanna contro chi si era macchiato di aver attirato sull'intera comunità l'ira degli dèi e, per questo motivo, meritava il supplicium.[8]

Sempre secondo De Francisci, l'attività delle curiae fu limitata alla vita di gruppi minori, dinnanzi alle quali si compivano:
- gli atti del testamento (calatis comitiis), dove il pater familias designava ufficialmente il suo successore;[8]
- la detestatio sacrorum, ovvero la rinuncia al culto familiare (connesso molto probabilmente con l'adrogatio);[8]
- la cooptatio, che rappresentava l'ammissione di una nuova gens nella comunità romana;[3]
- e l'adrogatio quando un pater familias si sottoponeva alla protezione di un altro pater.[3]

Ed anche in questi casi, i comitia curiata non avevano una vera e propria funzione deliberante.

### Epoca repubblicana
Secondo quanto alcuni storici moderni sostengono, costituì la principale assemblea durante i primi due decenni del periodo repubblicano di Roma antica.
Quando si trattò di decidere se restituire i beni sottratti alla famiglia dei Tarquini, cacciati da Roma in seguito alla caduta della monarchia, i consoli Lucio Giunio Bruto e Lucio Tarquinio Collatino lasciarono che la decisione fosse presa dalle curie riunite.
La curia in epoca repubblicana sembra si trasformò in un'assemblea con funzioni legislative, elettorali e giuridiche.
Una delle prime funzioni attribuite a questa assemblea nel 509 a.C., ossia nel primo anno della Repubblica, fu la Provocatio ad populum, ossia la possibilità che potesse essere trasformata in altra pena la pena capitale di un condannato a morte.
I Comizi curiati approvavano le leggi, eleggevano i consoli (gli unici magistrati eletti in quel periodo), e cercavano di risolvere i casi giudiziari. I consoli presiedevano sempre questo genere di assemblea. E mentre i plebei potevano partecipare a questa assemblea, solo i patrizi potevano votare.

### Declino deicomitia curiata
Poco dopo la nascita della Repubblica, i poteri dei Comitia curiata vennero trasferiti ai Comitia centuriata ed ai Comitia tributa.
E così, con l'emanazione delle Leggi delle XII tavole (451-450 a.C.) la provocatio ad populum venne attribuita ai Comitia centuriata.
Mentre i comitia curiata caddero in disuso, lasciando solo qualche funzione teorica, tra cui il potere di ratificare le elezioni dei maggiori magistrati romani (consoli e pretori) approvando la legge lex curiata de imperio, la quale conferiva l'autorità legale del comando (imperium). In pratica, essi ricevevano questa autorità dai Comitia centuriata (che li eleggeva formalmente), giusto per ricordare l'antico potere regio di Roma. E perfino dopo aver perduto i suoi poteri, i comitia curiata continuarono ad essere presieduti da consoli e pretori, e fu oggetto di ostruzionismo da parte di magistrati come i tribuni della plebe e presagi sfavorevoli (come accadeva anche in altre assemblee). Gli atti di questa assemblea divennero così più che altro simbolici. Ad un certo punto, attorno al 218 a.C., l'assemblea delle trenta curie venne abolita e rimpiazzata con trenta littori, uno per ciascuna delle gentes originarie patrizie.
E poiché la curia era da sempre stata organizzata sulla base della famiglia romana, in realtà mantenne una sua giurisdizione sulle gentes fino alla fine della Repubblica romana (27 a.C.). Sotto la presidenza del Pontifex Maximus, era testimone e ratificava testamenti e adozioni, eleggeva alcuni sacerdoti e trasferiva alcuni cittadini dalla classe dei patrizi a quella dei plebei (o viceversa). Nel 59 a.C., infatti, trasferì Publio Clodio Pulcro dallo status di patrizio a quello che gli permettesse di candidarsi a tribuno della plebe. Nel 44 a.C., ratificò il testamento di Gaio Giulio Cesare, e con l'adozione dello stesso di suo nipote Ottaviano (il futuro primo imperatore romano Augusto) come suo figlio ed erede.

## Convocazione e modalità di voto
Erano necessari alcuni giorni per effettuare la convocazione dell'assemblea, prima di votare. La convocazione era compito dei Littori curiati, cui spettava anche il compito di mantenere l'ordine durante le votazioni dell'assemblea.
Le votazioni di quest'assemblea avvenivano per curie, per cui occorreva ottenere la maggioranza di 16 voti (le curie erano 30), per ottenere la maggioranza assembleare. Ciascuna delle 30 curie determinava quale sarebbe stato il voto della curia stessa attraverso la maggioranza dei voti dei propri membri.
Per le elezioni erano necessari almeno tre "giorni di mercato" (che corrispondono a circa 17-18 giorni attuali) tra l'annuncio e l'effettiva elezione. Durante questo periodo (denominato trinundinum), i candidati interagivano con l'elettorato, e nessuna legge poteva essere proposta o votata. Nel 98 a.C., venne approvata una legge (la lex Caecilia Didia), che aveva richiesto un intervallo similare, pari a tre "giorni di mercato", tra la proposta iniziale e il voto.
Il giorno della votazione, gli elettori prima si radunavano tra di loro per un dibattito informale (conventio). Durante queste riunioni, gli elettori non erano classificati nella loro curia. I discorsi dai privati cittadini erano ascoltati solo se si trattava di un voto riguardante una questione legislativa o giudiziaria, e anche allora, solo se il cittadino riceveva il permesso di parlare dal magistrato incaricato. Se lo scopo del voto finale erano le elezioni, non venivano mai ascoltati i discorsi dei privati cittadini, ma solo dei candidati in campagna elettorale. Nel corso delle riunioni formali, il disegno di legge veniva prima letto all'assemblea radunata, poi votato. Veniva allora portata un'urna ed era stabilito l'ordine secondo il quale le trenta curiae erano tenute a votare.
Gli elettori erano raggruppati in un'area ben delimitata e votavano mettendo un ciottolo o scrutinio scritto in un vaso adeguato. Questi contenitori (cistae) che contenevano i voti erano tenuti sotto controllo da speciali addetti chiamati custodes, i quali poi contavano le "schede elettorali", e riportavano i risultati al magistrato che presiedeva i comitia curiata. Se il processo di voto non terminava per il tramonto, gli elettori erano lasciati andare senza che una decisione definitiva fosse stata ancora presa, ed il processo di voto iniziava nuovamente la mattina seguente.

## Luogo
Secondo quanto ci tramanda Marco Terenzio Varrone, i Comitia curiata si tenevano presso le cosiddette Curiae Veteres che secondo Tacito erano situate sul Palatino. Esse occupavano probabilmente la parte nord-est di questo colle, oppure dove si trova il vicus Curiarum. Essi divennero troppo piccoli e vennero così costruite le Curiae Novae. Festo le posiziona nei pressi del Compitum Fabricium. Probabilmente erano posizionate ad est delle Curiae veteres, sopra il Celio, vicino al vicus Fabricii. E sempre secondo Festo, sette curiae si rifiutarono di lasciare il luogo della riunione.